# Jim Starlin
Jim Starlin (n. 9 de octubre de 1949; Detroit, Míchigan) es un guionista y dibujante de historietas estadounidense. Es principalmente conocido por sus obras de ópera espacial con cierto contenido filosófico, especialmente para el Capitán Marvel de Marvel Cómics. Y sobre todo, por ser el creador de Thanos, uno de los grandes villanos de Marvel. Además, es recordado por sus historias ochenteras para la serie Batman, incluyendo Batman: Una muerte en la familia.

## Carrera
Como muchos historietistas estadounidenses, Starlin inicia su carrera como artista en fanzines y publicaciones como aficionados. Entra a trabajar para Marvel en 1972, como dibujante final en Spider-Man. Al poco pasa a encargarse de Iron Man, donde introduce a uno de sus personajes fetiches, Thanos de Titán, autoproclamado campeón de la muerte. Este personaje inicialmente es creado como homenaje al personaje de DC Comics, Darkseid, creado por Jack Kirby.
Recibe su gran oportunidad cuando Marvel le asigna a la serie del Capitán Marvel, que no gozaba de buena salud. Starlin se hace cargo de dicha serie a partir del número 25 de la misma, recupera la figura de Thanos y empieza a desarrollar toda una cosmología para el Universo Marvel. El punto culmen de su trabajo en esta serie llega con la saga del Cubo cósmico, en la que Thanos consigue acceder a un estado de casi omnipotencia.
Después de su trabajo en el Capitán Marvel, y tras ser el cocreador del personaje Shang Chi, recrea la imagen de Adam Warlock, personaje creado por Jack Kirby y Stan Lee que había caído en el olvido, tras el giro mesíanico que le dieron Roy Thomas y Gil Kane en la saga de la Contratierra Starlin redefine al personaje, lo convierte en un luchador por la libertad y la vida, en sagas en la que se enfrenta al Magus y su "Iglesia Universal de la Verdad" y a Thanos, entre otros. En estas historias también introduce a otros personajes que después usaría a lo largo de su carrera, como Gamora y Pip el troll.
Tras acabar su trabajo en Warlock, realiza la primera novela gráfica publicada por Marvel: "La Muerte del Capitán Marvel (Marvel)" (1982, donde da muerte al personaje, dando un final apropiado a la serie del mismo, en franca bajada de ventas.
A principio de los ochenta, realiza la serie Dreadstar, con la que Marvel da inicio a su nuevo sello editorial Epic Comics. En esta serie se narra la lucha de "Vanth Dreadstar", único superviviente de su galaxia y su lucha contra la "Iglesia de la Instrumentalidad". 
A mediados de los 80 trabaja para la serie Batman de DC Comics, en donde destaca por darle su fuerte y característica personalidad a Jason Todd (segundo Robin). Estas características del personaje llevaron a muchos fanes a decidir vía telefónica, el final de la historia "Batman: Una muerte en la familia". Antes de ello, Starlin había escrito el cómic "Batman: The Cult" como intento de aprovechar el éxito en ventas de The Dark Knight Returns. Otra historia destacada del escritor para Batman fue: "Batman: Las 10 noches de la Bestia".
Después vuelve a Marvel, donde recupera a Thanos y Warlock y crea la "Trilogía del Infinito", tres historias de carácter cósmico en el que se reúne a la práctica totalidad de héroes de la Marvel para luchar contra Thanos, Magus y la Diosa. También reúne a la mayor parte de sus personajes favoritos en la colección "Warlock y la Guardia del Infinito".

## Obra

### Marvel Comics
- Adam Warlock #9-15 USA. (1975–76).
- Warlock Classic (1 - 6 USA). Publicado en España por Fórum. Ádam Warlock lucha contra el Magus, su yo futuro y malvado y contra Thanos, viéndose envuelto sin saberlo en medio de la lucha de dos entidades cósmicas realmente poderosas que utilizan a ambos contendientes como sus paladines. ¿Podrá evitar convertirse en el Magus y a la vez salvar millones de vidas? (1982 - 1983).
- Capitán Marvel (Captain Marvel #26-34 USA) (1973–74).
- La Muerte del Capitán Marvel. Novela Gráfica en la que se pone fin a las aventuras de este personaje. (Marvel Graphic Novel #1 "The Death of Captain Marvel" USA). Publicada en España por Fórum. (1982).
- Silver Surfer ((vol 3) #34-48, 50 USA(Superhéroe Cósmico llamado en España Estela Plateada. Números publicados en España por Fórum de forma caótica en Estela Plateada & Quasar (25 a 27) y The Silver Surfer (1 al 10 y el 12) (1990–1991).
- Thanos Quest (The Thanos Quest #1-2 USA). Thanos quiere ser igual a su amada La Muerte y tras manipularla empieza a buscar las Gemas del Infinito con propósitos desconocidos, teniendo que derrotar a sus muy guardianes. Publicado en España por Fórum y Panini (1990).
- El Guantelete Del Infinito (The Infinity Gauntlet #1-6 USA). Obra Maestra del Cómic de Ciencia Ficción y posiblemente el mejor que ha escrito Jim Starlin. Secuela de Thanos Quest. Cuando Thanos se hace con el poder absoluto, el equivalente al mismísimo Dios todopoderoso omnisciente y omnipotente en todos los sentidos los héroes y todas las fuerzas del Universo tratan en vano de detenerlo con la ayuda de Adam Warlock. Existen varias reediciones publicadas en España por Fórum y Panini. (1991).
- Warlock y la Guardia del Infinito (Adam Warlock and the Infinity Watch #1-31 USA). Secuela del Guantelete del Infinito y piedra angular de las publicaciones Cósmicas de Marvel en esa época. Publicado en España por Fórum de forma caótica: Los 17 primeros números en Warlock y la Guardia del Infinito 1 al 17, del 18 al 22 dentro de La Cruzada del Infinito (que tuvo 12 números en España), del 23 al 25 dentro de Sangre y Truenos (que tuvo 7 números en España) y del 28 al 31 en Poderes Cósmicos II (en los tomos 1 a 5) (1992 - 1994).
- La Guerra del Infinito (The Infinity War #1-6 USA). Secuela del Guantelete del Infinito. El lado malvado de Adam Warlock, el Magus tiene planes para hacerse con las gemas del Infinito. Con la ayuda de 5 cubos Cósmicos provoca una guerra. Al parecer tiene éxito, pero no es el único que lo tiene, ni el único que conoce el poder del Guantelete. ¿Se le puede detener? (1992).
- Estela Plateada & Warlock: Resurrección (Miniserie de 4 números). Warlock y la Guardia del Infinito ayudan a Estela Plateada a luchar contra Mefisto. Publicado en España por Fórum. (Silver Surfer / Warlock: Resurrection 1 a 4 USA). (1993)
- La Cruzada del Infinito (The Infinity Crusade #1-6 USA). Secuela del Guantelete del Infinito y de La Guerra del Infinito. El lado bueno de Ádam, La Diosa, es muy radical. Con la ayuda de 20 cubos cósmicos tiene planes secretos para el Universo, y muchos creen que se trata de una fuerza del bien, por lo que la ayudan, pero, ¿lo hacen voluntariamente? ¿Realmente es buena o mala? ¿Los villanos que se oponen a ella realmente lo son? (1993).
- El Abismo del Infinito (Thanos: Infinity Abyss #1-2 USA). Varios misteriosos y extraños dobles de Thanos empiezan a hacer de las suyas tras deshacerse —aparentemente— del original. Algunos héroes tratan de detenerlos (2002).
- Marvel: El Fin. (Marvel: The End #1-6 USA). Alguien muy poderoso puede terminar con el Universo tal y como lo conocemos, y empieza a hacerlo. El Supervillano Thanos es el único que puede detenerlo. Mientras otros van fracasando Thanos y Ádam Warlock van a por él, sin contemplaciones. Publicado en España por Fórum. (2003).
- Thanos: Epifanía (Thanos #1-6 USA). Secuela de Marvel: El Fin. Fue su último y genial trabajo en Marvel abriendo una colección dedicada al genial villano cósmico Thanos, que se convierte en un antihéroe que se busca a sí mismo. Publicado en España por Panini en un tomo (2003–2004).

## Premios
1. 1986 Premios Haxtur a la "Mejor Historia Larga" por "Dreadstar" Salón Internacional del Cómic del Principado de Asturias -España
2. 1992 Premios Haxtur al "Mejor Guion" por "Silver Surfer #1-5" Salón Internacional del Cómic del Principado de Asturias -España
3. 2005 Premios Haxtur al "Autor que Amamos" Salón Internacional del Cómic del Principado de Asturias -España

Nominaciones
1. 1986 Premio Haxtur a la "Mejor Historia Larga" por "Dreadstar" Salón Internacional del Cómic del Principado de Asturias -España
2. 1992 Premios Haxtur a la "Mejor Historia Larga" por "Silver Surfer #1-5" Salón Internacional del Cómic del Principado de Asturias -España
3. 1993 Premios Haxtur al "Mejor Guion" por "Silver Surfer- Secretos bien guardador" España
4. 1993 Premios Haxtur a la "Mejor Historia corta" por "Silver Surfer- Secretos bien guardador" España
5. 1995 Premios Haxtur a la "Mejor Historia Corta" por Daredevil-Black Widou Matadero España
6. 1995 Premios Haxtur a la "Mejor Portada" por "Bredd #6" España